# Кана (растение)
Кана (Canna), още канна, е единственият род растения от семейство канови (Cannaceae), състоящ се от 10 вида. В таксономичната системата APG II от 2003 г. те са причислени към разред джинджифилоцветни в едносемеделния клад комелиниди.

## Видове
- Canna amabilis T. Koyama & Nb. Tanaka[2]
- Canna bangii Kraenzl.[2]
- Canna coccinea Blanc.[2][5][6]
- Canna compacta Rosc.[2][5]
- Canna discolor (Lindl.) Nb.Tanaka[2][5][6][7]
  - Canna discolor var. rubripunctata Nb.Tanaka[2]
  - Canna discolor var. viridifolia Nb.Tanaka[2]
- Canna flaccida Salisb.[2][5][6][7][8]
- Canna glauca L.[2][5][6][8]
  - Canna glauca var. siamensis (Kraenzl) Nb. Tanaka[2]
- Canna indica L.[2][5][6][7][8]
  - Canna indica var. flava (Roscoe ex Baker) Nb. Tanaka[2]
  - Canna indica var. maculata (Hook) Nb. Tanaka[2][5][6]
  - Canna indica var. sanctae-rosae (Kraenzl.) Nb.Tanaka[2]
  - Canna indica var. warszewiczii (A.Dietr.) Nb.Tanaka[2][5][6][7]
- Canna iridiflora Ruiz & Pav.[2][5][6][7][8]
- Canna jacobiniflora T. Koyama & Nb. Tanaka[2]
- Canna jaegeriana Urban.[2][8]
- Canna liliiflora Warsc. ex Planch.[2][6]
- Canna paniculata Ruiz & Pav.[2][8]
- Canna patens Rosc.[2][5]
- Canna pedunculata Sims[2][5]
- Canna plurituberosa T. Koyama & Nb. Tanaka[2]
- Canna speciosa Rosc.[2][5][6]
- Canna stenantha Nb. Tanaka[2]
- Canna tuerckheimii Kraenzl.[5][9][8]